# Gavin Hood
Gavin Hood (ur. 12 maja 1963 w Johannesburgu) – południowoafrykański reżyser, scenarzysta, aktor i producent filmowy.

## Życiorys
Urodził się w Johannesburgu, gdzie uczęszczał do St Stithians College, a następnie ukończył studia prawnicze na University of the Witwatersrand. W 1991 ukończył studia podyplomowe ze scenopisarstwa i reżyserii w szkole filmowej na Uniwersytecie Kalifornijskim i rozpoczął karierę na ekranie jako aktor.
Za realizację dramatu kryminalnego Rozsądny człowiek (A Reasonable Man, 1999) zdobył Nagrodę Jury Ekumenicznego na MFF w Karlowych Warach. W 2000 zastąpił chorego reżysera Macieja Dutkiewicza, który kręcił ekranizację powieści Henryka Sienkiewicza W pustyni i w puszczy (2001) w RPA.
Autor głośnego dramatu kryminalnego Tsotsi (2005), za który został uhonorowany nagrodą na MFF w Toronto oraz był nominowany do Złotego Globu, Nagrody BAFTA i Davida di Donatello. Film otrzymał Oscara dla najlepszego filmu nieanglojęzycznego.

## Filmografia

### Reżyser
| Rok  | Tytuł                                              | Reżyser | Scenarzysta | Producent  |
| ---- | -------------------------------------------------- | ------- | ----------- | ---------- |
| 1998 | The Storekeeper (krótkometrażowy)                  | T       | T           | T          |
| 1999 | Rozsądny człowiek (A Reasonable Man)               | T       | T           | T          |
| 2001 | W pustyni i w puszczy                              | T       | T           |            |
| 2005 | Tsotsi                                             | T       | T           |            |
| 2007 | Transfer (Rendition)                               | T       |             |            |
| 2009 | X-Men Geneza: Wolverine (X-Men Origins: Wolverine) | T       |             |            |
| 2013 | Gra Endera (Ender’s Game)                          | T       | T           |            |
| 2015 | Niewidzialny wróg (Eye in the Sky)                 | T       |             |            |
| 2019 | Brudna gra (Official Secrets)                      | T       | T           | wykonawczy |

### Aktor
- 1995: Kickboxer 5: Odkupienie (Kickboxer 5: The Redemption) jako niemiecki mistrz
- 1999: Rozsądny człowiek (A Reasonable Man) jako Sean Raine
- 2004: W rękach wroga (In Enemy Hands) jako kapitan Achillesa
- 2004: Gwiezdne wrota (Stargate SG-1) jako pułkownik Aleksiej Wasełow
- 2004: Kopalnie króla Salomona (King Solomon’s Mines) jako Bruce McNabb
- 2013: Gra Endera (Ender’s Game) jako Giant